# Koprolit

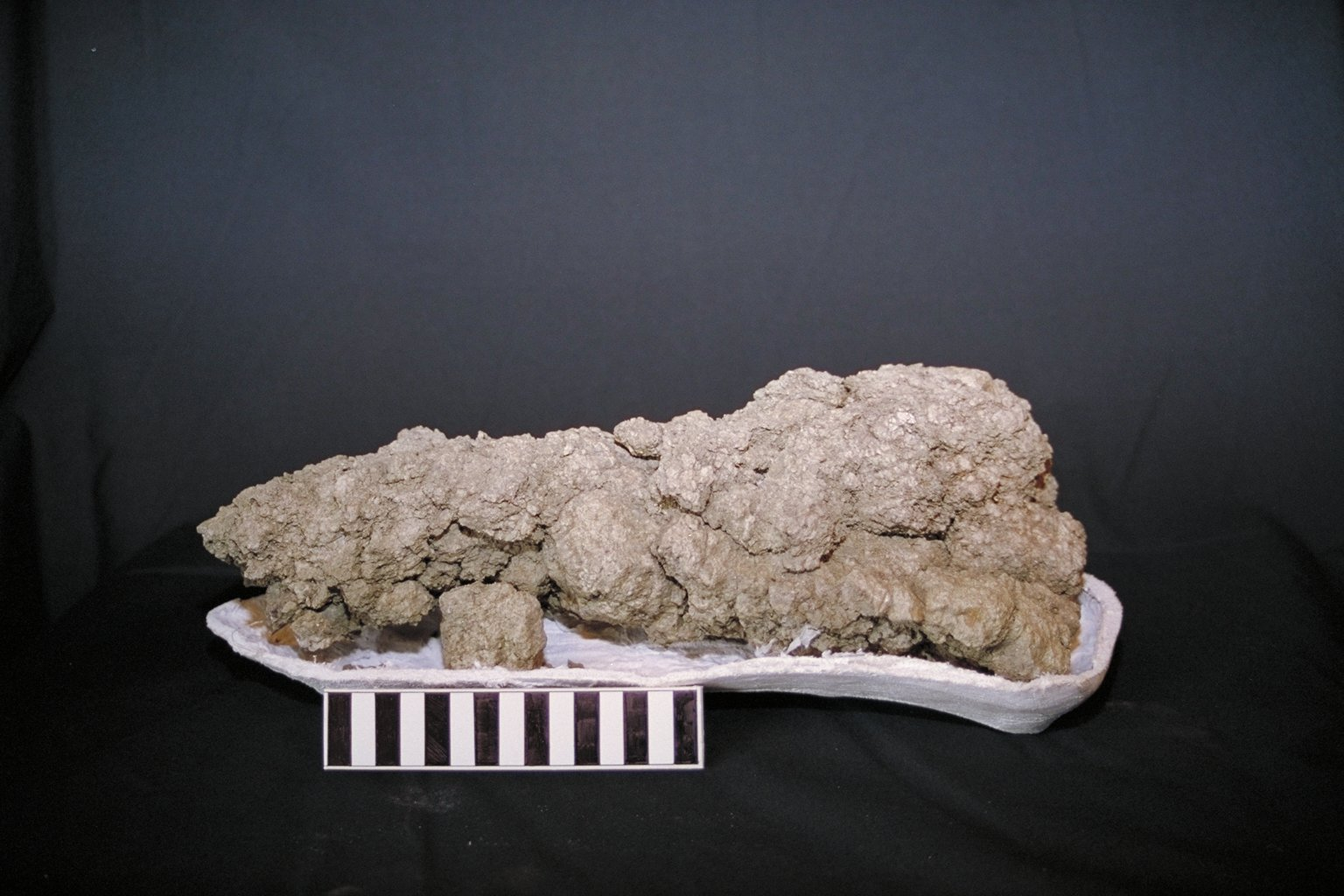
Dinosaurieavföring (skalan är 15 cm).

Koprolit är det vetenskapliga namnet på fossiliserad avföring. Ordet härstammar från grekiskans kopros (avföring) och lithos (sten). Koproliter räknas till spårfossil eftersom de endast är spår efter den organism som lämnade dem. Och utifrån dem kan man se vad organismen i fråga åt för typ av föda. 
Koproliter hade länge varit kända, men om deras ursprung hade man däremot ingen aning. De var ofta njurformiga och försedda med karaktäristiska vindlingar. De kallades besoarstenar på grund av att de påminde om innehållet i besoargetens matsmältningskanal och William Buckland gav dem 1829 namnet koproliter. Buckland antog från början att stenarnas skåror skapats genom vågrörelser i mjuk lera. Gideon Mantell hade hittat liknande fynd i Tilgate Forest och konstaterat att de ofta förekom i lager rika på djurfossil. I samband med sina studier av grottan i Kirkdale påträffade Buckland förstenade exkrementer från hyenor. Det fick honom att inse att även exkrementer från forntida havsödlor kunde ha fossiliserats. Sedan Mary Anning observerat bezoarstenar inuti buken på Ichthyosauriefossil, ofta i buken nära revbenen eller bäckenet, kom deras funktion att anses tämligen väl fastställd. Trots varningar från andra forskare som ansåg ett närgånget studium av avföring som mindre passande för en seriös forskare blev Buckland snart trollbunden av den nya information som kunde utvinnas ur koproliterna. Bland annat kunde han konstatera att ichthyosaurus varit kannibalisk.

## Exrerna länkar
- Wikimedia Commons har media som rör Koprolit.